# Kominek obok Ciasnej w Groniu
Kominek obok Ciasnej w Groniu – jaskinia w Dolinie Małej Łąki w Tatrach Zachodnich. Wejście do niej znajduje się we wschodniej ścianie Pośredniej Małołąckiej Turni (nazywanej też Groniem), nad Małołąckim Ogrodem, w pobliżu Jaskini Ciasnej w Groniu oraz Jaskini Strzelistej, na wysokości 1677 metrów n.p.m. Długość jaskini wynosi 8 metrów, a jej deniwelacja 5 metrów.

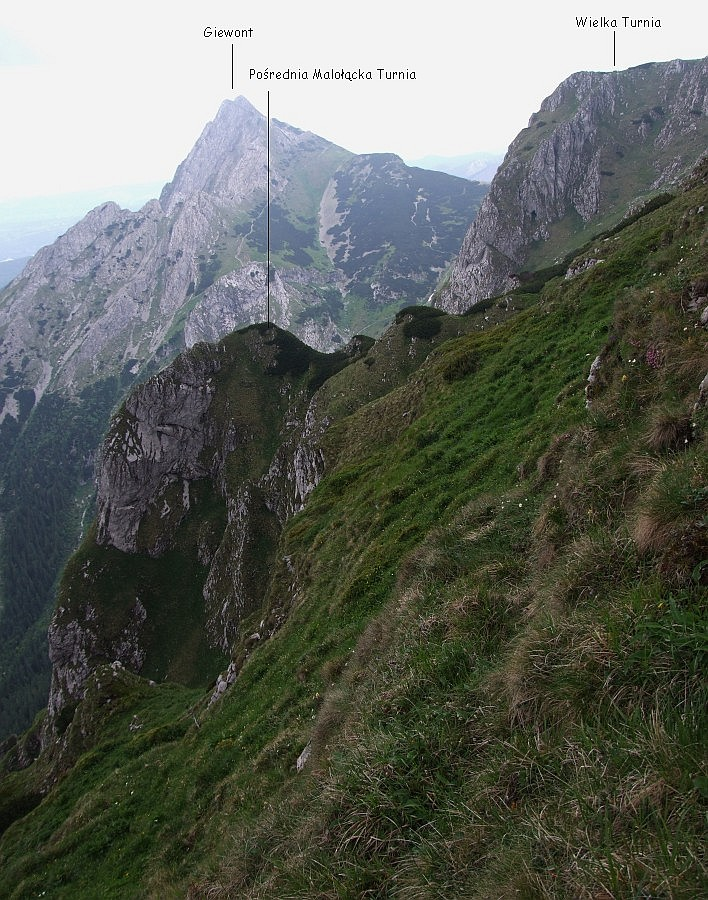
Pośrednia Małołącka Turnia i Wielka Turnia

## Opis jaskini
Jaskinię stanowi szczelinowy kominek zaczynający się w niewielkim, również szczelinowym, otworze wejściowym, a kończący zawaliskiem. W ścianie, w górnej części kominka, znajduje się wejście do kolejnego kominka o wysokości 1,5 metra.

## Przyroda
W jaskini nie ma nacieków ani roślinności. Mchy, porosty i rośliny kwiatowe rosną  przy otworze.

## Historia odkryć
Brak jest danych o odkrywcach jaskini. Prawdopodobnie zauważyli ją W. Habil, E. Korzeniewska, M. Kruczek i S. Wójcik z Zakopanego w lipcu 1959 roku, gdyż w tym czasie odkryli położoną kilka metrów dalej Jaskinię Ciasną w Groniu.